# Vietnamesische Badmintonmeisterschaft 2015
Die Vietnamesische Badmintonmeisterschaft 2015 fand Mitte September 2015 in Đức Thọ statt. Die Finalspiele wurden am 18. September 2015 ausgetragen.

## Titelträger
| Disziplin    | Sieger                      |
| ------------ | --------------------------- |
| Herreneinzel | Phạm Cao Cường              |
| Dameneinzel  | Vũ Thị Trang                |
| Herrendoppel | Dương Bảo Đức Bảo Minh      |
| Damendoppel  | Nguyễn Thị Sen Vũ Thị Trang |
| Mixed        | Đỗ Tuấn Đức Phạm Như Thảo   |